# Niekłonice
Niekłonice – wieś w Polsce, w województwie zachodniopomorskim, w powiecie koszalińskim, w gminie Świeszyno. Jest miejscowością sołecką.

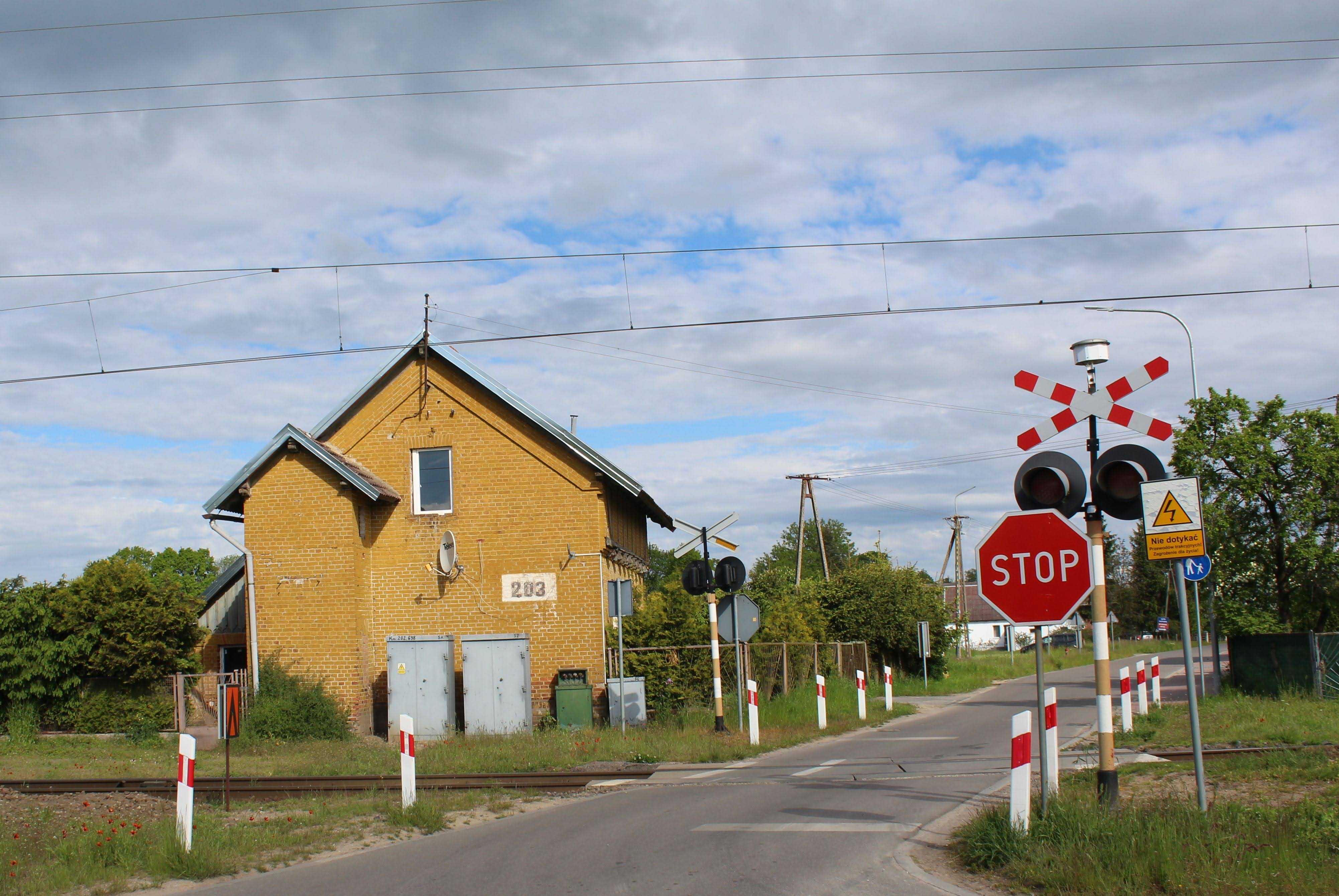
Przejazd kolejowy w Niekłonicach

Według regionalizacji fizycznogeograficznej Niekłonice leżą na obszarze megaregionu Pozaalpejska Europa Środkowa, prowincji Nizina Środkowoeuropejska, podprowincji Pojezierza Południowobałtyckie, makroregionu Pobrzeże Koszalińskie (313.4), mezoregionu Równina Białogardzka (313.42). Kondracki i Richling zaklasyfikowali mezoregion do typu wysoczyzn młodoglacjalnych przeważnie z jeziorami, w większości o charakterze gliniastym, falistym lub płaskim.
Na 31 grudnia 2015 we wsi mieszkało 879 osób. W 2008 Niekłonice zamieszkiwało 586 osób, rok później – 653. W 2010 liczba mieszkańców wynosiła 683, w 2011 – 722, w 2012 – 755.
Miejscowość znajduje się przy linii kolejowej nr 202 (Gdańsk Główny–Stargard), przystanek kolejowy jest nieczynny. Do Niekłonic kursują autobusy Miejskiego Zakładu Komunikacji w Koszalinie oznaczone nr 3.
W latach 1975–1998 miejscowość administracyjnie należała do województwa koszalińskiego.